# Opsiphanes batea
Opsiphanes batea är en fjärilsart som beskrevs av Jacob Hübner 1822/26. Opsiphanes batea ingår i släktet Opsiphanes och familjen praktfjärilar. Inga underarter finns listade i Catalogue of Life.